# Aurora (Nebraska)
Aurora je grad u američkoj saveznoj državi Nebraska. Prema popisu stanovništva iz 2010. u njemu je živjelo 4,479 stanovnika.